# NGC 6246A
NGC 6246A је спирална галаксија у сазвежђу Змај која се налази на NGC листи објеката дубоког неба.
Деклинација објекта је + 55° 23' 5" а ректасцензија 16h 50m 14,0s. Привидна величина (магнитуда) објекта NGC 6246 износи 13,6 а фотографска магнитуда 14,3. NGC 6246A је још познат и под ознакама UGC 10584, MCG 9-27-101, CGCG 276-50, CGCG 277-7, IRAS 16492+5528, PGC 59090.